# Glasgow South West (circonscription du Parlement britannique)
Circonscription parlementaire de la Chambre des communes
Glasgow South West est une circonscription électorale britannique située en Écosse.